# منجم أم نجاة
منجم أم نجاة هو منجم كبير يقع في الجزء الشمالي من مصر في محافظة جنوب سيناء. يمثل منجم أم نجاة واحد من أكبر احتياطيات التنتالوم في مصر، حيث تقدر الاحتياطيات بـ 25 مليون طن من خام التنتالوم بنسبة 0.015%.